# Belkacem Chibane
Belkacem Chibane (* 22. September 1945) ist ein ehemaliger algerischer Radrennfahrer und nationaler Meister im Radsport.

## Sportliche Laufbahn
Chibane gewann bei den Wettbewerben im Bahnradsport der Afrikaspiele 1978 die Goldmedaille in der Einerverfolgung. In dieser Disziplin wurde er zweimal nationaler Meister.
Die Internationale Friedensfahrt fuhr er 1966, wobei er den 88. Platz der Gesamtwertung einnahm. 1969 schied er in dem Etappenrennen aus. 1970 wurde er Zweiter der Senegal-Rundfahrt.